# Café De Unie
Café De Unie is een gebouw  uit 1925 in de Nederlandse stad Rotterdam, naar ontwerp van architect J.J.P. Oud. Het oorspronkelijke pand bevond zich aan het Calandplein en werd in 1940 verwoest. In 1986 kwam aan de Mauritsweg een replica van de markante gevel. Dat pand was vervolgens in gebruik als horecagelegenheid met theater en debatcentrum. Van 2014 t/m 2017 was het een homo-uitgaanscentrum en nadien een algemene horecazaak.

## Het eerste gebouw
Oud ontving de opdracht het café te ontwerpen via zijn werkgever, het Gemeentelijk Woningbedrijf Rotterdam. Het was bedoeld als tijdelijke opvulling van een braakliggend terrein tussen twee imposante negentiende-eeuwse gebouwen aan het Calandplein in het verlengde van de Coolsingel in Rotterdam. Het ontwerp werd drie keer aan de 'Bouwpolitie en Woningdienst' van Rotterdam aangeboden. Het mocht gebouwd worden onder voorwaarde dat het na 10 jaar weer afgebroken zou worden. Het bleef er uiteindelijk 15 jaar staan, tot het tijdens het bombardement op Rotterdam op 14 mei 1940 verloren ging.
Hoewel Oud in 1925 geen lid meer van De Stijl was, heeft zijn Café De Unie alle kenmerken van die beweging: rechthoekige vlakken in primaire kleuren en wit pleisterwerk. Het gebouw contrasteerde scherp met het aangrenzende Erasmiaans Gymnasium enerzijds en het Maria Catharina Van Doorn's Liefdegesticht van Weldadigheid anderzijds. 'Het café te maken tot een verbindend element tusschen de aangrenzende bouwwerken was ontoelaatbaar', aldus Oud. Hiervoor moest de hoogte van het ene gebouw immers omlaag gehaald worden tot de hoogte van het andere, wat volstrekt onacceptabel geweest zou zijn.
De gevel wordt vaak vergeleken met de asymmetrische composities van Mondriaan uit de jaren 20. Het quasi-concentrische ingekerfde patroon in het rode vlak is te herleiden op Ouds directiekeet in het Witte Dorp uit 1923 (zie afb. 3), dat net als Café De Unie gebouwd was om na verloop van tijd weer afgebroken te worden. De Unie wordt tegenwoordig gezien als hét schoolvoorbeeld van de Stijl-beweging. Oud had vanaf 1922 echter openlijk ruzie met De Stijl-voorman Theo van Doesburg, die het ontwerp betitelde als 'decoratieve gevelarchitectuur'. Foto's en bestektekeningen van De Unie werden najaar 1925 gepubliceerd in een speciaal De Stijl-nummer van het Franse architectuurtijdschrift Architecture Vivante. Van Doesburg was het hier zo mee oneens, dat hij zich openlijk van de publicatie distantieerde. De Unie heeft echter wel degelijk, zij het op zeer geraffineerde wijze, driedimensionale kwaliteiten. De lichtreclame is zo aangebracht dat hij van verschillende gezichtspunten goed zichtbaar is (zie afb. 2). Bovendien heeft Oud de zijmuren van het café opzettelijk 'ingediept', zodat de zelfstandigheid van zowel het café als de twee aangrenzende gebouwen gewaarborgd is. Tegenwoordig heeft De Unie naast Mondriaans composities en Rietvelds Rood-blauwe stoel een vaste plaats in de canon van De Stijl.

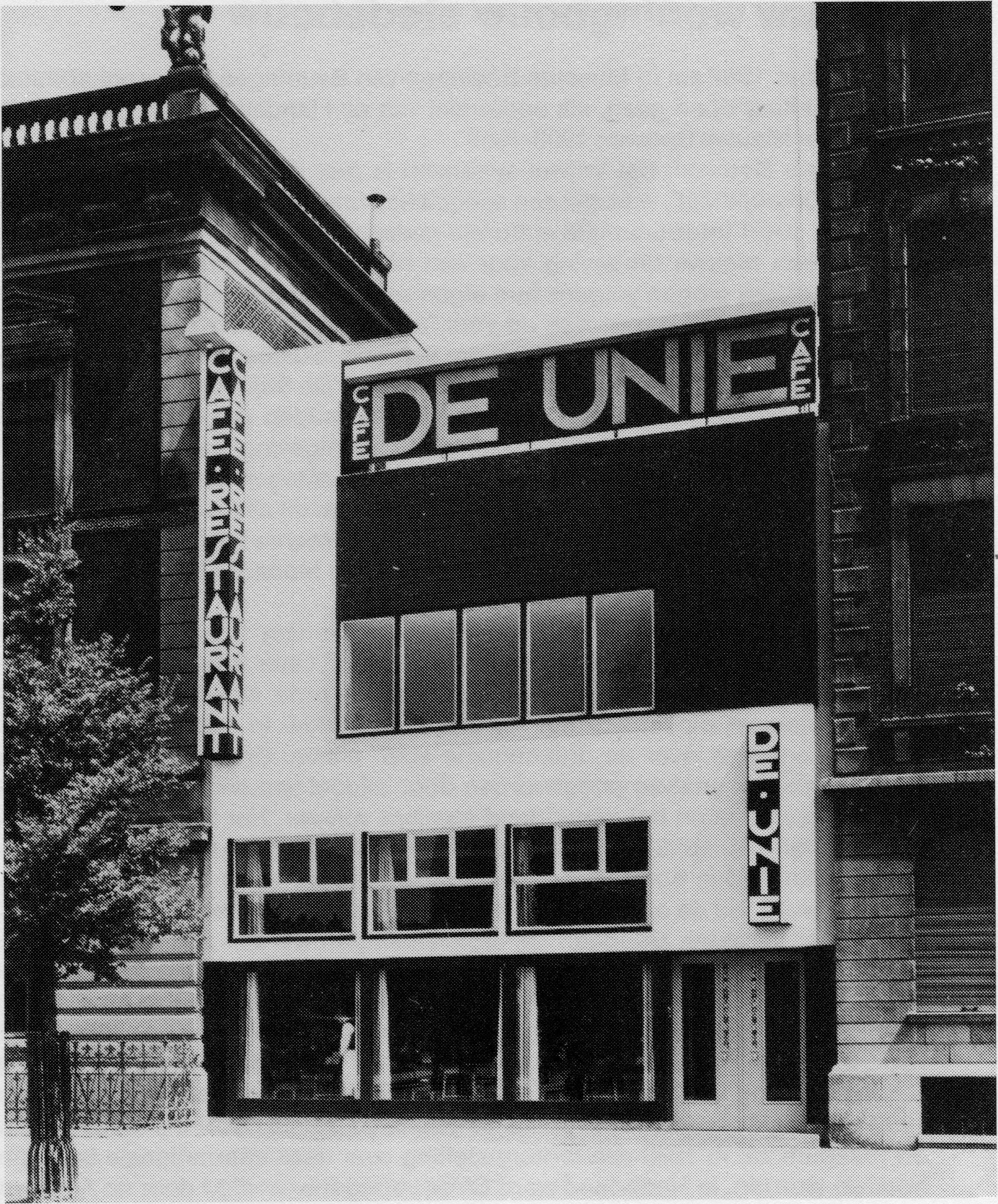
Afb. 1: Café De Unie, Calandplein, Rotterdam. 1925.
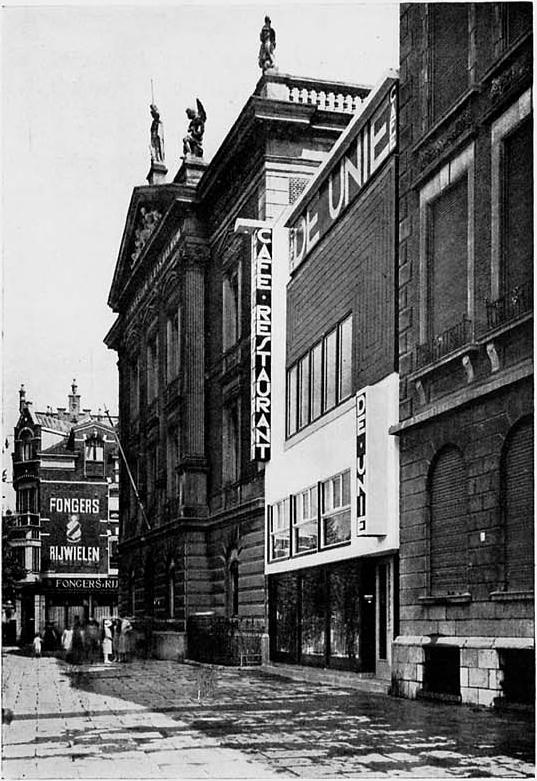
Afb. 2: Café De Unie, Calandplein, Rotterdam. 1925.
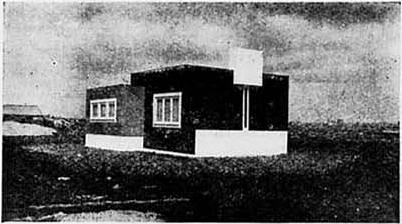
Afb. 3: J.J.P. Oud. Directiekeet, Oud-Mathenesse. 1923.

## Het tweede gebouw
In 1986 werd een nieuw Café De Unie gebouwd op Mauritsweg 35, zo'n 500 meter van waar het oorspronkelijk stond, in een gedeelte van het centrum dat bij het bombardement gespaard is gebleven. Dit gebouw is ontworpen door architect Carel Weeber met een replica van de gevel uit 1925 en was als Zaal De Unie in gebruik als debatpodium door de Rotterdamse Raad voor Kunst en Cultuur. Op de begane grond was een café-restaurant gevestigd met een klein theater erachter.
In september 2010 heropende het café-restaurant met een nieuw interieur ontworpen door de industrieel ontwerper Peter Hopman, die het initiatief nam voor de reproductie van een stoelontwerp van architect J.J.P. Oud uit 1934, voor de firma Metz & Co, waarvan hij de schetsen ontdekte in het archief van het Nederlands Architectuurinstituut. De stoel, genaamd O7b, maakte onderdeel uit van het interieur (gelimiteerde oplage van 50 stuks).
In september 2014 werd De Unie overgenomen door Patrick Nijenhuis, uitbater van het om de hoek aan de Van Oldenbarneveltstraat gelegen homocafé De Regenboog. Hij liet het interieur compleet vernieuwen en maakte van De Unie een lunchroom, wijnbar en nachtclub gericht op homoseksuele bezoekers. Hij kon daarbij gebruik maken van een 24-uursvergunning, die in 2015 voor het eerst sinds tien jaar weer door de gemeente Rotterdam werd uitgegeven. De Unie werd hiermee een populaire homo-uitgaansgelegenheid, maar veroorzaakte ook veel geluidsoverlast.
Eind 2017 werd de zaak overgenomen door de Servische Jelena Pesic, die er onder de naam Brasserie De Unie weer een eetgelegenheid voor algemeen publiek van maakte. In het voorjaar van 2019 werd De Unie omgedoopt tot Charly's Lunchroom.